# Gauliga Moselland 1941/42
De Gauliga Moselland 1941/42 was het eerste voetbalkampioenschap van de Gauliga Moselland. De Gauliga Mittelrhein werd omwille van de Tweede Wereldoorlog in twee nieuwe Gauliga's opgesplitst. Clubs uit het bezette Luxemburg werden ook in de competitie opgenomen. 
FV Stadt Düdelingen werd kampioen en plaatste zich voor de eindronde om de Duitse landstitel. De club verloor in de eerste ronde van FC Schalke 04.

## Eindstand

### Groep Oost
| Plaats | Club                      | Wed. | W | G | V | Saldo | Ptn. |
| ------ | ------------------------- | ---- | - | - | - | ----- | ---- |
| 1.     | SG Einracht Bad Kreuznach | 10   | 7 | 1 | 2 | 43:15 | 15:5 |
| 2.     | TuS Neuendorf             | 10   | 7 | 1 | 2 | 37:16 | 15:5 |
| 3.     | SpVgg 1910 Andernach      | 10   | 5 | 1 | 4 | 27:21 | 11:9 |
| 4.     | FV Engers 07              | 10   | 4 | 0 | 6 | 18:34 | 8:12 |
| 5.     | VfB Lützel                | 10   | 3 | 0 | 7 | 17:30 | 6:14 |
| 6.     | FC Viktoria 08 Neuwied    | 10   | 2 | 1 | 7 | 16:42 | 5:15 |

|  | Finale om de titel             |
|  | Degradatie naar de Bezirksliga |

### Groep West
| Plaats | Club                      | Wed. | W | G | V | Saldo | Ptn.  |
| ------ | ------------------------- | ---- | - | - | - | ----- | ----- |
| 1.     | FV Stadt Düdelingen       | 10   | 9 | 0 | 1 | 38:6  | 18:2  |
| 2.     | SV Moselland 07 Luxemburg | 10   | 7 | 0 | 3 | 30:14 | 14:6  |
| 3.     | SV Düdelingen             | 10   | 5 | 0 | 5 | 27:23 | 10:10 |
| 4.     | SV Schwarz-Weiß Esch      | 10   | 4 | 0 | 6 | 21:32 | 8:12  |
| 5.     | SV Eintracht 06 Trier     | 10   | 3 | 1 | 6 | 19:28 | 7:13  |
| 6.     | SV Westmark 05 Trier      | 10   | 1 | 1 | 8 | 14:46 | 3:17  |

### Finale
| Team #1             | Tot.  | Team #2                   | 1ste wed | 2de wed |
| ------------------- | ----- | ------------------------- | -------- | ------- |
| FV Stadt Düdelingen | 7 - 2 | SG Einracht Bad Kreuznach | 3 - 0    | 4 - 2   |